# 高满堂
高满堂（1955年12月20日—），生于辽宁沙河口，祖籍山东平度，中国大陆编剧、作家。编剧代表作有电视剧《闯关东》、《温州两家人》、《爱情的边疆》等。